# テヴィタ・イカニヴェレ
テヴィタ・イカニヴェレ（Tevita Ikanivere、1999年9月6日 - ）は、フィジー出身のラグビーユニオン選手。ジャパンラグビーリーグワンの三重ホンダヒートに所属している。

## 経歴
フィジーのオノ・イ・ラウ出身。
フィジーラグビー協会のハイパフォーマンス・ユニットに採用され、U18フィジー代表、U20フィジー代表、フィジー・ウォリアーズ、フィジアン・ラトゥイに所属した。
2020年、フィジー代表に選ばれ、 ジョージア代表戦で代表デビューを果たした。
2022年、スーパーラグビー・パシフィックのフィジアン・ドゥルアに加入した。
2023年、フィジー代表としてラグビーワールドカップ2023に出場。
2025年7月、ジャパンラグビーリーグワンの三重ホンダヒートに加入した。

## 受賞歴
- 2025年スーパーラグビー・パシフィック：チーム・オブ・ザ・イヤー(フッカー) [9]。